# Kanton Dinard
Kanton Dinard (francouzsky Canton de Dinard) je francouzský kanton v departementu Ille-et-Vilaine v regionu Bretaň. Tvoří ho šest obcí.

## Obce kantonu
- Dinard
- Le Minihic-sur-Rance
- Pleurtuit
- La Richardais
- Saint-Briac-sur-Mer
- Saint-Lunaire